# The March of Time
The March of Time foi um cinejornal estadunidense patrocinada pela Time Inc. e exibida nos cinemas de 1935 a 1951. Foi baseada em uma série de rádio de mesmo nome transmitida de 1931 a 1945. Produzida e escrita por Louis de Rochemont e seu irmão Richard de Rochemont, The March of Time foi reconhecido com um Oscar Honorário em 1937.
A série também deu origem a quatro longas-metragens lançados no cinema, e criou séries documentais para exibição na televisão. Sua primeira série de TV, Crusade in Europe (1949), recebeu um prêmio Peabody e um dos primeiros Emmy Awards.